# 매일매일 Nintendo Switch 두뇌 트레이닝
《매일매일 Nintendo Switch 두뇌 트레이닝》은 2019년에 출시되었으며, 닌텐도가 개발 및 배급한 교육용 퍼즐 비디오 게임이다. 또한 매일매일 Nintendo Switch 두뇌 트레이닝은《두뇌 트레이닝》시리즈의 다섯번째 작품이다. 2019년 12월 27일 일본에서 처음으로 출시된 후, 2020년 1월 3일 유럽과 오스트레일리아에서 출시되었다.

## 참조

### 내용주
1. ↑  일본어: 東北大学加齢医学研究所 川島隆太教授監修 脳を鍛える大人のNintendo Switchトレーニング→도호쿠 대학 가령의학 연구소 가와시마 류타 교수 감수 뇌를 단련하는 어른의 Nintendo Switch 트레이닝